# So Far (Martin Solveig)
So Far è una compilation del disc jockey francese Martin Solveig, pubblicata il 12 aprile 2006.

## Tracce
Testi e musiche di Martin Solveig.
1. Rocking Music – 6:19
2. Everybody – 4:19
3. Madan (con Salif Keïta) – 4:50
4. Bumcello – Dalila (Martin Solveig Remix) – 5:41
5. Rejection – 3:37
6. Something Better (feat. Jay Sebag) (LP edit) – 4:48
7. I Got a Woman (feat. Lee Fields) – 4:00
8. Jealousy (LP edit) – 5:17
9. Cabo Parano (feat. Stephy Haïk) – 5:30
10. I'm a Good Man (feat. Lee Fields) – 4:16
11. Something About You (feat. Michael Robinson) – 4:05
12. Linda (feat. Cesar Anot) – 5:53
13. Dry (feat. Stephy Haïk) – 4:58
14. Someday (feat. Michael Robinson) (Radio edit) – 3:36
15. Hearts of Africa – 6:06

## Classifiche
| Classifica (2007) | Posizione massima |
| ----------------- | ----------------- |
| Belgio (Vallonia) | 100               |
| Francia           | 38                |
| Svizzera          | 85                |